# 重音エイ
重音エイ（かさねエイ）は、日本の音声合成ソフトウェア「UTAU」向けに制作されたバーチャルシンガー「重音テト」に基づいて制作されたバーチャルシンガー。April Projectによって非営利目的に開発されたキャラクターである。現在(2025/05/11)では単独音のみのダウンロードができる。
重音エイは、April Projectによって2025年4月1日（エイプリルフール）に公開された。声は独特な特徴を持ち、性格設定や詳細な背景ストーリーについては明確な公式設定が存在する。

## 活動
重音エイは主に以下の分野で使用されている：
- UTAUを用いた音声合成および歌唱データの制作  
- YouTubeやニコニコ動画における音楽・映像作品の発表  
- pixivなどにおけるイラスト投稿やファンアートの創作
2025年には、紹介動画がYouTubeやニコニコ動画で公開され、ファンの間でも話題を呼んだ。